# Triều Tiên Duệ Tông
Triều Tiên Duệ Tông (chữ Hán: 朝鲜睿宗; Hangul: Joseon Yejong, 1450 - 1469), là vị quốc vương thứ 8 của nhà Triều Tiên. Ông trị vì trong thời gian ngắn ngủi, từ ngày 22 tháng 9 năm 1468 đến ngày 31 tháng 12 năm 1469.

## Tiểu sử
Vào ngày 1 tháng 1 năm 1450, Duệ Tông được sinh ra, tên thật là Lý Hoảng (李晄), con trai thứ hai của Thủ Dương đại quân và Nhạc Lãng phủ đại phu nhân. Sau khi Thế Tổ lên ngôi, ông được phong làm Hải Dương Đại Quân (海陽大君). Năm 1457, sau khi anh trai ông, Ý Kính Thế tử Lý Chương, qua đời vào tháng 9, ông được phong làm Thế tử vào tháng 12 cùng năm.
Năm 1460, ông kết hôn với Hàn thị (sau này là Chương Thuận vương hậu), con gái của Hàn Minh Quái, làm Thế tử phi. Tuy nhiên, Thế tử phi Hàn thị qua đời do biến chứng sau khi sinh con đầu lòng là Tề An đại quân vào ngày 30 tháng 11 năm 1461. Sau khi mãn tang ba năm, vào năm 1463, ông không kết hôn lại mà chọn Hàn Chiêu huấn (sau này là An Thuận vương hậu), con gái của Hàn Bá Luân, làm Thế tử phi.

## Lên ngôi và trị vì
Ngày 7 tháng 9 năm 1468, ông lên ngôi ở tuổi 19 tại Cung Thọ Khang (壽康宮) sau khi vua cha Thế Tổ nhường ngôi do bệnh nặng. Thế Tổ trở thành Thượng vương và qua đời vào ngày hôm sau, 8 tháng 9. Mặc dù đã lên ngôi, nhưng mẹ của ông, Trinh Hi vương hậu, đã thực hiện quyền nhiếp chính, đây là trường hợp đầu tiên trong triều đại Triều Tiên. Hơn nữa, chế độ Thế Tổ vẫn tồn tại, với quyền lực thực sự thuộc về các công thần như Hàn Minh Quái và Thân Thúc Chu, các thành viên của phe Huân Cựu.
Ngay sau khi lên ngôi, vào năm 1468, sự kiện mưu phản Nam Di xảy ra. Năm 1469, ông cấm buôn bán riêng lẻ với Nhật Bản tại ba cảng (Phủ San Phổ, Diêm Phổ, và Hùng Xuyên Động), đồng thời cho phép nông dân canh tác trên các cánh đồng thuộc các đơn vị quân đội. Ông cũng cố gắng ngăn chặn việc mua bán chức vụ, nhưng không đạt được hiệu quả.

## Qua đời
Mặc dù đã hoàn thành việc biên soạn bộ luật "Kinh Quốc Đại Điển" (《경국대전》) từ thời Thế Tổ, ông không kịp ban hành trước khi qua đời vào ngày 31 tháng 12 năm 1469 (ngày 28 tháng 11 âm lịch), vào giờ Thìn (7-9 giờ sáng) tại Từ Vi Đường (紫薇堂). Nguyên nhân cái chết được cho là do viêm mô tế bào dẫn đến nhiễm trùng huyết. Miếu hiệu của ông là Duệ Tông (睿宗), theo ý nguyện của chính ông, và thụy hiệu là Khâm Văn Thánh Vũ Ý Nhân Chiếu Hiếu (欽文聖武懿仁昭孝).
Vào ngày ông qua đời, theo lệnh của Đại phi Trinh Hi vương hậu, con trai thứ hai của Ý Kính Thế tử, Giả Sơn quân (sau này là Thành Tông), được nhận làm con nuôi của Duệ Tông và lên ngôi. Đây là kết quả của sự liên minh chính trị giữa Trinh Hi vương hậu, Chiêu Huệ vương hậu (mẹ của Thành Tông), và cha vợ của Giả Sơn quân là Hàn Minh Quái. Nguyên tử (con trai của Duệ Tông và An Thuận vương hậu), Tề An đại quân, người có thứ tự kế vị đầu tiên, bị loại trừ vì còn quá trẻ (3 tuổi), và con trai trưởng của Ý Kính Thế Tử, Nguyệt Sơn đại quân, bị loại trừ vì bệnh tật. Sau đó, Nguyên tử được phong làm Tề An đại quân và nhận làm con nuôi của Bình Nguyên Đại quân (con trai thứ bảy của Thế Tông và Chiêu Hiến vương hậu).

## Gia đình
- Cha: Triều Tiên Thế Tổ Lý Nhu.
- Mẹ: Trinh Hi vương hậu Doãn thị (貞熹王后尹氏; 1418 - 1483).
- Hậu cung:

1. Chương Thuận vương hậu Hàn thị (章順王后韓氏,1445 - 1461), người ở Thanh Châu. Là con gái của Thượng Đảng phủ viện quân Hàn Minh Quái (上黨府院君韓明澮) và Hoàng Ly phủ phu nhân họ Mẫn ở Ly Hưng (黃驪府夫人驪興閔氏).
2. An Thuận vương hậu Hàn thị (安順王后韓氏, 1445 - 1498), người ở Thanh Châu. Là con gái của Thanh Xuyên phủ viện quân Hàn Bá Luân (清川府院君韓伯倫) và Tây Hà phủ phu nhân họ Nhâm ở Phong Xuyên (西河府夫人豐川任氏).
3. Quý nhân Thôi thị (貴人崔氏).
4. Thượng cung họ Kì (尚宮奇氏).

- Con trai:

1. Nhân Thành đại quân (仁城大君, 1461 - 1463), mẹ là Chương Thuận vương hậu.
2. Tề An đại quân (齊安大君, Jean daegun, 1466 - 1529), mẹ là An Thuận vương hậu. Lấy Thương Sơn phủ phu nhân Kim thị ở Thượng Châu và Thuận Thiên phu nhân Phác thị.
3. Vương tử, con trai thứ hai của An Thuận vương hậu. Mất sớm.

- Con gái:

1. Hiển Túc công chúa (顯肅公主, 1464 - 1502). Con gái đầu của An Thuận vương hậu. Hạ giá lấy Phong Xuyên úy Nhậm Quang Tải
2. Huệ Thuận công chúa (惠順公主, 1468 - 1469). con gái thứ hai của An Thuận vương hậu.

## Thụy hiệu
- 睿宗襄悼欽文聖武懿仁昭孝大王
- 예종양도흠문성무의인소효대왕
- Duệ Tông Tương Điệu Khâm Văn Thánh Vũ Ý Nhân Chiêu Hiếu Đại vương.